# La luna nera
La luna nera (The Black Moon) è il quinto dei dodici romanzi dei Poldark, una serie di romanzi storici scritta da Winston Graham. Dopo una pausa di 18 anni, l'autore tornò a scrivere un libro della saga dei Poldark; libro che venne pubblicato nel 1973. Mentre i primi quattro romanzi della serie furono pubblicati dalla Ward Lock, fu la casa editrice Collins a pubblicare il quinto libro.
Nel romanzo nascono due bambini: un maschio, Valentine, da George ed Elizabeth Warleggan; e una femmina, Clowance, a Ross e Demelza Poldark. Dwight Enys, catturato dai francesi e trattenuto come prigioniero di guerra, viene salvato da Ross Poldark e da un equipaggio di uomini della Cornovaglia. Due dei fratelli di Demelza, Sam e Drake Carne, entrano nella storia e diventano personaggi importanti, così come la cugina di Elizabeth, Morwenna Chynoweth. Ray Penvenen muore, rendendo Caroline un'ereditiera. Muore anche zia Agatha, in circostanze drammatiche. Laa Wheal Grace inizia a dare una discreta ricompensa a Ross e Demelza. Il clan Warleggan passa di successo finanziario in successo finanziario e George diventa magistrato. Il romanzo si conclude con George che si chiede se sia veramente il padre di Valentine.

## Trama

### Libro primo
Il Libro primo si svolge tra febbraio e settembre 1794 in dodici capitoli.
Nel febbraio 1794, durante un'eclissi lunare, Elizabeth dà alla luce il suo secondo figlio, Valentine Warleggan.
A marzo due fratelli di Demelza – Samuel e Drake Carne – raggiungono Nampara per informare la sorella della morte del padre avvenuta il mese precedente e per chiedere a Ross se può dare loro un lavoro nella sua miniera. Inizialmente titubante all'idea, l'uomo infine accetta di aiutarli dopo averne parlato con la moglie, la quale gli rivela di essere nuovamente incinta.
Ad aprile, Caroline Penvenen riceve la visita di Unwin Trevaunance, il quale la informa di aver saputo che diverse navi britanniche sono state affondate nei recenti combattimenti contro la Francia. Temendo che una di queste possa essere la nave su cui si trova Dwight Enys, Caroline si reca a Falmouth da Verity Blamey (nata Poldark) per vedere se la donna dispone di ulteriori notizie. Caroline viene così a sapere che la nave Travail è una delle navi affondate ma tuttavia non è chiaro quale sia il destino di Dwight. 
Samuel e Drake vanno a vivere nel Reath Cottage, che fu in passato la dimora di Mark e Keren Daniel. Samuel è un fervente metodista e desiderando aggiungere una stanza al Reath Cottage per utilizzarla come luogo di incontro metodista, inizia con il fratello a praticare lavori sulla casa. Un giorno, mentre stammo portando a casa un pesante albero di nave da usare come trave del soffitto, i due attraversano la terra di Trenwith e così facendo incontrano il giovane Geoffrey Charles Poldark e la sua governante, Morwenna Chynoweth. Drake si innamora della donna. Morwenna e Geoffrey Charles decidono di non rivelare a nessuno l'incontro fatto.
Ross va a trovare Caroline Penvenen e si impegna di chiedere ad alcuni contrabbandieri notizie sul naufragio della Travail. In seguito si reca ad acquistare un cavallo per Demelza e qui incontra una sua vecchia conoscenza, Bartholomew "Tholly" Tregirls, che non vedeva da anni.
Un pomeriggio di fine giugno Morwenna e Geoffrey Charles si recano alla spiaggia di Hendrawna e qui i due incontrano Drake Carne, il quale li porta in luoghi interessanti che ha scoperto. In seguito il giovane chiede a Demelza di insegnargli a leggere e a scrivere.
Poiché non esiste nei dintorni una chiesa metodista da frequentare la domenica, Sam Carne insieme ad altri metodisti si mette a frequentare la chiesa anglicana di Sawle. Essendo questa la chiesa frequentata da George Warleggan e dalla sua famiglia, questi pretende che gli altri membri della congregazione si alzino in piedi quando essi entrano in chiesa. Sam Carne e gli altri metodisti non sono interessati a farlo, quindi il pastore Odgers dice loro che non sono più i benvenuti nella sua chiesa.
Ad agosto Ross e Demelza vengono invitati ad un ricevimento a casa di Ralph-Allen Daniell, un conoscente di Ross, il quale gli propone di ricoprire la carica di magistrato rimasta vacante dalla morte di Francis. Ross, contrario all'idea di dover giudicare dei suoi simili sulla base di leggi che ritiene in parte ingiuste, rifiuta l'offerta. 
Avendo Ross rifiutato l'incarico, a settembre George Warleggan viene nominato magistrato. L'uomo si ritrova poi a dover affrontare il fatto che un gruppo di metodisti rivendicano la proprietà di un terreno che, a detta loro, sarebbe stato loro dato in dono dal defunto Francis Poldark.
Appreso da Will Nanfan che un certo Jacques Clisson sembra essere in grado di fornirgli i nomi dei sopravvissuti al naufragio della Travail che sono detenuti in Francia come prigionieri di guerra, Ross decide di partire per Roscoff per incontrarlo. Da Clisson, Ross riesce ad ottenere un elenco dei prigionieri di guerra inglesi e scopre così che Dwight è vivo e detenuto in un posto chiamato Quimper. 
Ross torna a casa ed informa Demelza e Caroline Penvenen di quanto appreso.

### Libro secondo
Il Libro secondo si svolge da novembre 1794 alla tarda primavera del 1795 in otto capitoli.
Il 20 novembre nasce Clowance, la figlia di Ross e Demelza Poldark. La settimana successiva, Ray Penvenen muore.
Approfittando dell'assenza dei padroni di casa che hanno deciso di trascorrere l'autunno a Truro, Drake Carne passa spesso a Trenwith per far visita a Morwenna e Geoffrey Charles. Nel frattempo George Warleggan discute con Elizabeth la sua idea di far sposare a Morwenna un uomo maturo in cerca di una giovane moglie o un uomo giovane di buon lignaggio.
La mattina del giorno di Natale ha luogo il battesimo della piccola Clowance. Al termine della cerimonia, Ross apprende dal dottor Choake che probabilmente la sua prozia è stata lasciata da sola a Trenwith. L'uomo decide quindi di andare a trovarla e, su richiesta di Demelza, si fa accompagnare da Caroline. Vedendo in che condizione di abbandono versa zia Agatha, Ross le propone di trasferirsi a vivere con lui a Nampara ma la donna rifiuta dicendo che come vi è nata, morirà a Trenwith. Ross poi minaccia i pochi servi presenti in casa di farli licenziare se non si prenderanno più cura di zia Agatha.
A causa di nevicate e maltempo la festa di fine anno organizzata dai Warleggan si rivela un fallimento; tuttavia l'uomo crede di aver trovato nella persona del reverendo William Osborne Whitworth l'uomo giusto da far sposare a Morwenna. 
Un giorno di gennaio, Will Henshawe informa Ross che George Warleggan ha deciso di chiudere la Wheal Leisure. Quando il 25 febbraio, la Wheal Leisure chiude i battenti, Ross decide di assumere alla Wheal Grace alcuni dei minatori che vi lavoravano.
Sulla Cornovaglia si abbatte un periodo di carestia. Caroline, dietro esortazione di Demelza e di Ross, decide di fare sua la causa dei poveri e si reca da tutti i signori locali - Sir John Trevaunance, Horace Treneglos, Sir Hugh Bodrugan e George Warleggan - convincendoli a contribuire alla sua raccolta di fondi per gli indigenti e i minatori ridotti alla fame.
Mentre la zona è colpita da epidemie di influenza, tifo e vaiolo, Valentine Warleggan si ammala di rachitismo costringendo così la sua famiglia prolungare il loro soggiorno a Truro. Ad inizio aprile Morwenna e Geoffrey Charles fanno ritorno a Trenwith. Morwenna, a conoscenza del fatto che George ed Elizabeth le hanno trovato un marito, tenta senza però riuscirci di troncare ogni rapporto con Drake Carne.
Dopo essere venuto a conoscenza che il governo inglese ha accettato di finanziare una spedizione in Francia fornendo supporto i soldati francesi fedeli alla monarchia, Ross pensa di prendervi parte anch'egli.
Appena tornato a Trenwith, George scopre che il laghetto che sorge sulla proprietà è popolato da rospi ed ordina ai suoi uomini di sbarazzarsene. Tuttavia pochi giorni dopo il laghetto viene nuovamente ripopolato da rospi facendo andare George su tutte le furie. Appreso che, durante la sua assenza, Ross si è recato più volte nella dimora a far visita a zia Agatha, George sospetta che possa essere lui l'individuo che ha portato i rospi nel laghetto. In realtà l'autore dello scherzo è Drake Carne, il quale, durante spedizione notturna, viene scoperto dai guardiacaccia lasciati di guardia da George. Drake riesce a fuggire ma viene ferito ad un braccio. Il giorno seguente, Drake riceve la visita di Geoffrey Charles, il quale lo informa che Morwenna è stata promessa in sposa a Ossie Whitworth.

### Libro terzo
Il Libro terzo si svolge da maggio ad agosto 1795 in tredici capitoli.
Ross incontra Tregirls e lo invita a far parte insieme a lui e pochi altri della spedizione sulla costa francese.
Drake e Morwenna iniziano a vedersi di nascosto la domenica pomeriggio nella chiesa del reverendo Odgers; questi, scoperta la cosa, va subito a riferirlo a George Warleggan. Dopo aver interrogato sia Geoffrey Charles che Morwenna - i quali ammettono di provare rispettivamente amicizia ed amore per Drake Carne - George decide di annullare le nozze tra la ragazza e Whitworth e di mandare il prima possibile Geoffrey Charles a studiare in un collegio. 
Drake Carne viene accusato di aver rubato una Bibbia da Trenwith e rinchiuso nella prigione di St Ann's. Ross si reca a parlargli ed apprende che Drake è innocente e che la Bibbia gli è stata data in dono da Geoffrey Charles come regalo d'addio. Ross si reca quindi a parlare con George Warleggan, raccontandogli tutto e pregandolo di ritirare la denuncia. Quando l'uomo si rifiuta di farlo, Ross lo minaccia dicendogli che se Drake dovessere essere condannato gli aizzerebbe contro la popolazione della zona. 
Alla fine George decide di ritirare la denuncia e Drake viene scarcerato. Il giovane vorrebbe andarsene via per cercare di superare la delusione d'amore, ma Ross lo convince ad unirsi a lui nella spedizione in Francia. 
Pochi giorni dopo i circa duecento membri della spedizione partono e, una volta arrivati, sbarcano presso la Penisola di Quiberon. Dopo alcuni giorni di battaglia, Ross, stanco di restare in disparte senza poter agire, parte con i suoi uomini alla volta di Quimper, dove è detenuto Dwight Enys. Nonostante una serie difficoltà, il gruppo riesce a liberare Dwight e a riportarlo in Inghilterra.
Mentre si stanno riprendendo a Falmouth a casa di Verity, Dwight e gli altri apprendono con sconforto che la spedizione è miseramente fallita. Rimasto particolarmente colpito dal comportamento di Drake in Francia, Ross decide di aiutarlo a mettersi in affari in modo così da permettergli un giorno di poter sposare Morwenna. Tuttavia il suo progetto è destinato a fallire perché, durante la loro assenza, Morwenna si è sposata con Whitworth. 
Cinque giorni prima della festa per il centesimo compleanno di Zia Agatha, George Warleggan la affronta nella sua camera da letto e le dice di aver scoperto che lei in realtà compirà solo 98 anni e non 100 e che quindi la festa sarà cancellata. Questo provoca grande dolore nella donna che per vendicarsi insinua in George il sospetto che Valentine non sia figlio di George. Poco dopo zia muore e George resta con la consapevolezza nascente che la paternità di suo figlio potrebbe essere in discussione.

## Edizioni
- 2018 - Sonzogno
- 2021 - Marsilio Editori (collana "Universale economica Feltrinelli")

## Adattamento televisivo
Gli eventi narrati nel romanzo La luna nera sono narrati dal 1º al 7º episodio della terza stagione della serie televisiva Poldark del 2015.